# Hitzone 55
Radio 538 Hitzone 55 is een verzamelalbum. Het album, onderdeel van de serie Hitzone, werd op 27 september 2010 uitgegeven door de Nederlandse radiozender Radio 538. Radio 538 Hitzone 55 belandde op de 1e plaats in de Compilation Top 30 en wist deze positie zeven weken te behouden. Het album stond tevens twee weken op de 1e plaats in de CombiAlbum Top 100.

## Nummers
| Nr. | Titel                  | Uitvoerend artiest            | Duur |
| --- | ---------------------- | ----------------------------- | ---- |
| 1.  | Misery                 | Maroon 5                      | 3:32 |
| 2.  | Half of My Heart       | John Mayer feat. Taylor Swift | 3:56 |
| 3.  | Billionaire            | Travie McCoy feat. Bruno Mars | 3:32 |
| 4.  | Love the Way You Lie   | Eminem feat. Rihanna          | 4:25 |
| 5.  | Bromance               | Tim Berg                      | 2:30 |
| 6.  | Club Can't Handle Me   | Flo Rida feat. David Guetta   | 3:53 |
| 7.  | Born Again             | Ricky L. feat. M:ck           | 3:31 |
| 8.  | Een nieuwe dag         | Nick & Simon                  | 3:29 |
| 9.  | All In                 | Lifehouse                     | 3:57 |
| 10. | I'd Rather Be With You | Joshua Radin                  | 2:41 |
| 11. | This Afternoon         | Nickelback                    | 4:35 |
| 12. | Crossfire              | Brandon Flowers               | 4:02 |
| 13. | My Feelings for You    | Avicii & Sebastien Drums      | 2:57 |
| 14. | Secrets                | OneRepublic                   | 3:45 |
| 15. | Dirty Picture          | Taio Cruz feat. Ke$ha         | 3:17 |
| 16. | Hot Girl               | R.I.O.                        | 3:42 |
| 17. | This Pretty Face       | Amy Macdonald                 | 3:57 |
| 18. | Hold On                | DI-RECT                       | 4:13 |
| 19. | Loesje                 | Tony Junior & Nicolas Nox     | 2:30 |

| Nr. | Titel                         | Uitvoerend artiest                                   | Duur |
| --- | ----------------------------- | ---------------------------------------------------- | ---- |
| 1.  | Next to Me                    | Ilse DeLange                                         | 3:54 |
| 2.  | Overrated                     | Jacqueline                                           | 3:45 |
| 3.  | Teenage Dream                 | Katy Perry                                           | 3:50 |
| 4.  | One (Your Name)               | Swedish House Mafia feat. Pharrell                   | 2:40 |
| 5.  | Airplanes                     | B.o.B feat. Hayley Williams                          | 3:01 |
| 6.  | Pack Up                       | Eliza Doolittle                                      | 3:11 |
| 7.  | Wake Up Everybody             | John Legend & The Roots feat. Melanie Fiona & Common | 3:37 |
| 8.  | Sun in Her Eyes               | Tom Helsen                                           | 3:03 |
| 9.  | Not Giving Up on Love         | Armin van Buuren vs. Sophie Ellis-Bextor             | 2:55 |
| 10. | Famous                        | Scouting for Girls                                   | 2:37 |
| 11. | Take It Off                   | Ke$ha                                                | 3:37 |
| 12. | Seven Nation Army             | Ben l’Oncle Soul                                     | 2:59 |
| 13. | If It’s Love                  | Train                                                | 3:52 |
| 14. | Green Light                   | Roll Deep                                            | 3:27 |
| 15. | Take Over Conrol              | Afrojack feat. Eva Simons                            | 3:29 |
| 16. | You’ve Changed                | Sia                                                  | 3:11 |
| 17. | Commander                     | Kelly Rowland feat. David Guetta                     | 3:40 |
| 18. | I’m the Night (See You Later) | Go Back to the Zoo                                   | 3:56 |
| 19. | The End                       | Laura Jansen                                         | 4:15 |